# Timmelsjoch
De Timmelsjoch (Italiaans: Passo del Rombo) is een 2509 meter hoge bergpas op de grens tussen het Oostenrijkse Tirol en het Italiaanse Zuid-Tirol. De pas verbindt Sölden in het Ötztal met St. Leonhard in Passeier in het Passeiertal richting Meran. De Timmelsjoch scheidt de Ötztaler Alpen van de Stubaier Alpen en is gelegen tussen twee bergtoppen, de Jochköpfl (3141 m) in het noordoosten en de Wurmkogl (3082 m) in het zuidwesten. De pas is veel minder belangrijk voor het verkeer dan de Reschenpas (40 kilometer westelijker) of de Brennerpas (25 kilometer oostelijker). De naam Timmels stamt vermoedelijk af van het Latijnse tumulus, wat heuvel betekent.

## Geschiedenis
Vanuit het zuiden trokken in de prehistorie vanuit het Passeiertal over de Timmelsjoch de eerste bewoners naar het Ötztal. Reeds in 1241 werd de pas als Thymels vermeld. Rond 1320 werd een steil bergpad voor pakezels aangelegd. Het vormde al vroeg een handelsroute voor de koopmansfamilies Fugger en Welser uit Augsburg. In 1897 besloot de Tiroler Landdag tot de aanleg van een weg over de Timmelsjoch, maar andere projecten kregen hierop voorrang.
Door het Verdrag van Saint-Germain uit 1919 liep de grens tussen Oostenrijk en Italië over de pas. In de laatste weken van de Tweede Wereldoorlog in april en mei 1945 trokken grote aantallen soldaten van de Wehrmacht terug naar het Ötztal.
Vlak na de Tweede Wereldoorlog kwam het plan op tafel om een weg aan te leggen over de Timmelsjoch. De Oostenrijkse politicus Eduard Wallnöfer nam daarbij het voortouw. Tussen 1955 en 1959 werd de weg aan de noordzijde aangelegd voor een totale bouwsom van 28 miljoen schilling (omgerekend circa 2 miljoen euro). Het zuidelijke gedeelte vanuit het Passeiertal tot twee kilometer onder de pas was reeds tijdens het bewind van Benito Mussolini vanaf 1933 gebouwd. Bij het sluiten van de alliantie tussen de asmogendheden in 1936 kwamen Mussolini en Adolf Hitler echter overeen de werkzaamheden te staken. Op 7 juli 1959 was de gehele weg aangelegd, maar het duurde nog tot 15 september 1968 voordat de weg in beide richtingen werd opengesteld.

## Huidige situatie
De Timmelsjoch is normaal gesproken vanaf half juni tot half oktober begaanbaar, tussen 7.00 en 20.00 uur. De weg is, vanwege de grote stijgingspercentages, verboden terrein voor vrachtverkeer en vormt voor veel toeristen een geliefd uitstapje per auto of motorfiets. Jaarlijks voert de Ötztal-fietsmarathon over de Timmelsjoch en in 1988 deed ook de Giro d'Italia de pas aan. Timmelsjoch is de hoogste grensovergang van Oostenrijk. Vanaf het dorp Hochgurgl wordt tol geheven. Een deel van de tol wordt afgedragen aan Zuid-Tirol.
Verder is de streek bekend geworden door de vondst van Ötzi, de naam die is gegeven aan de ijsmummie van een man uit de Kopertijd. Twee Duitse amateurbergbeklimmers vonden hem op 19 september 1991 in de Italiaanse Ötztaler Alpen, Timmelsjoch gebied.

## Afbeeldingen

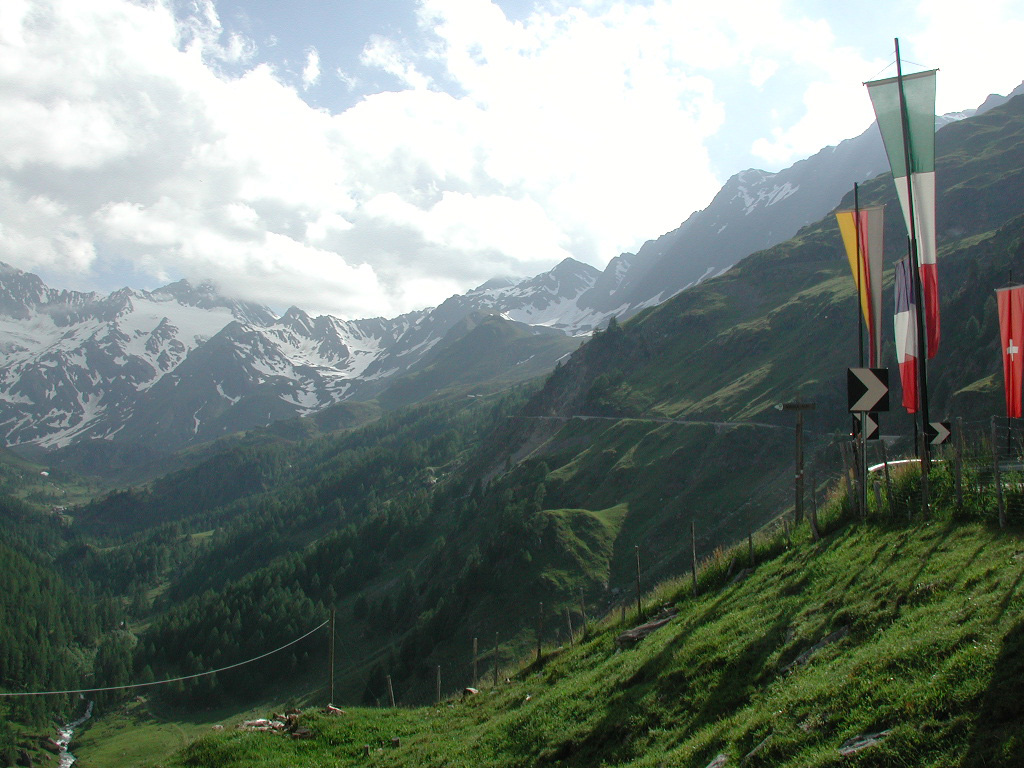
Vanuit het zuiden gezien
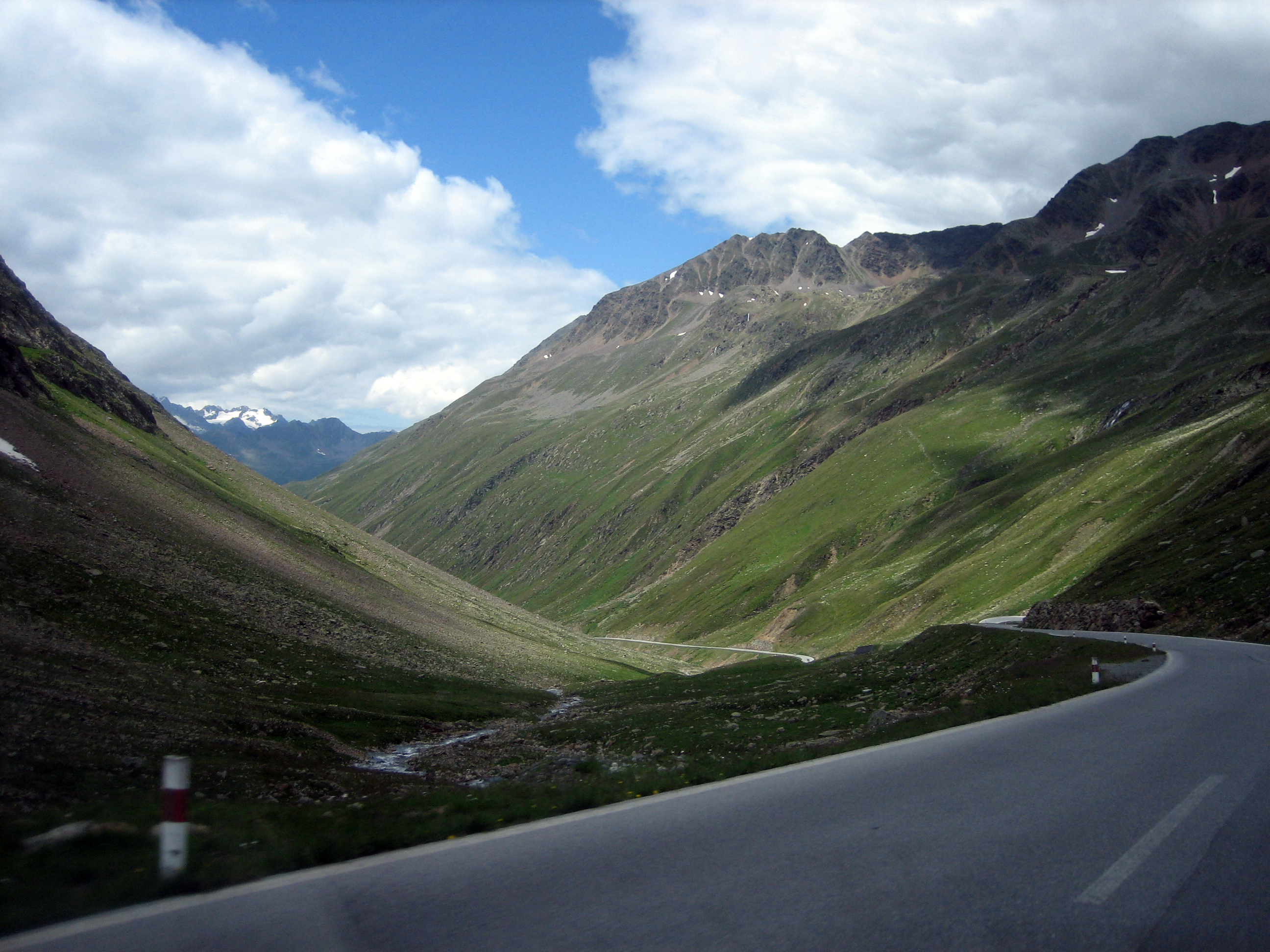
Vanuit Oostenrijk (noorden)
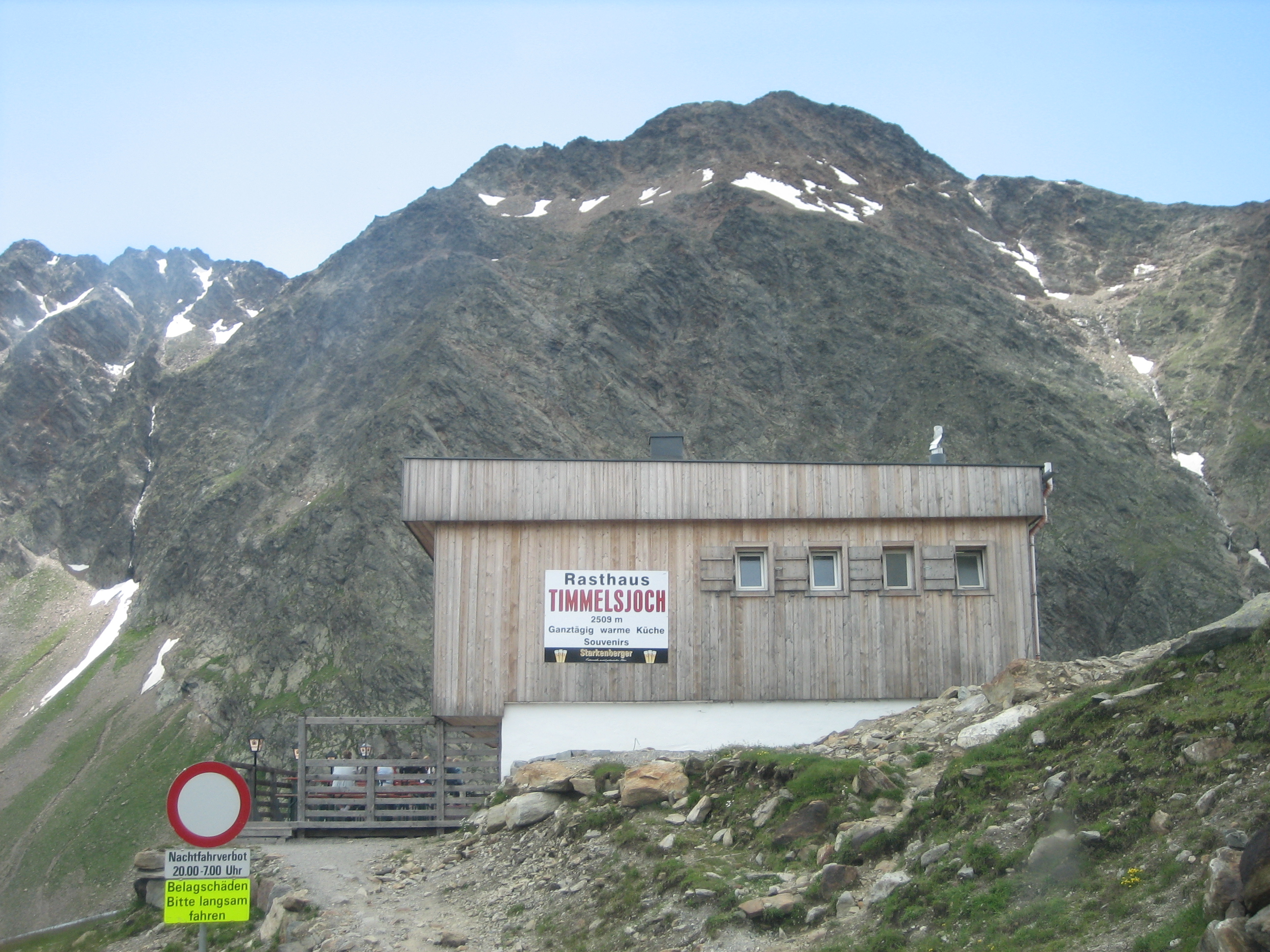
Op de grens
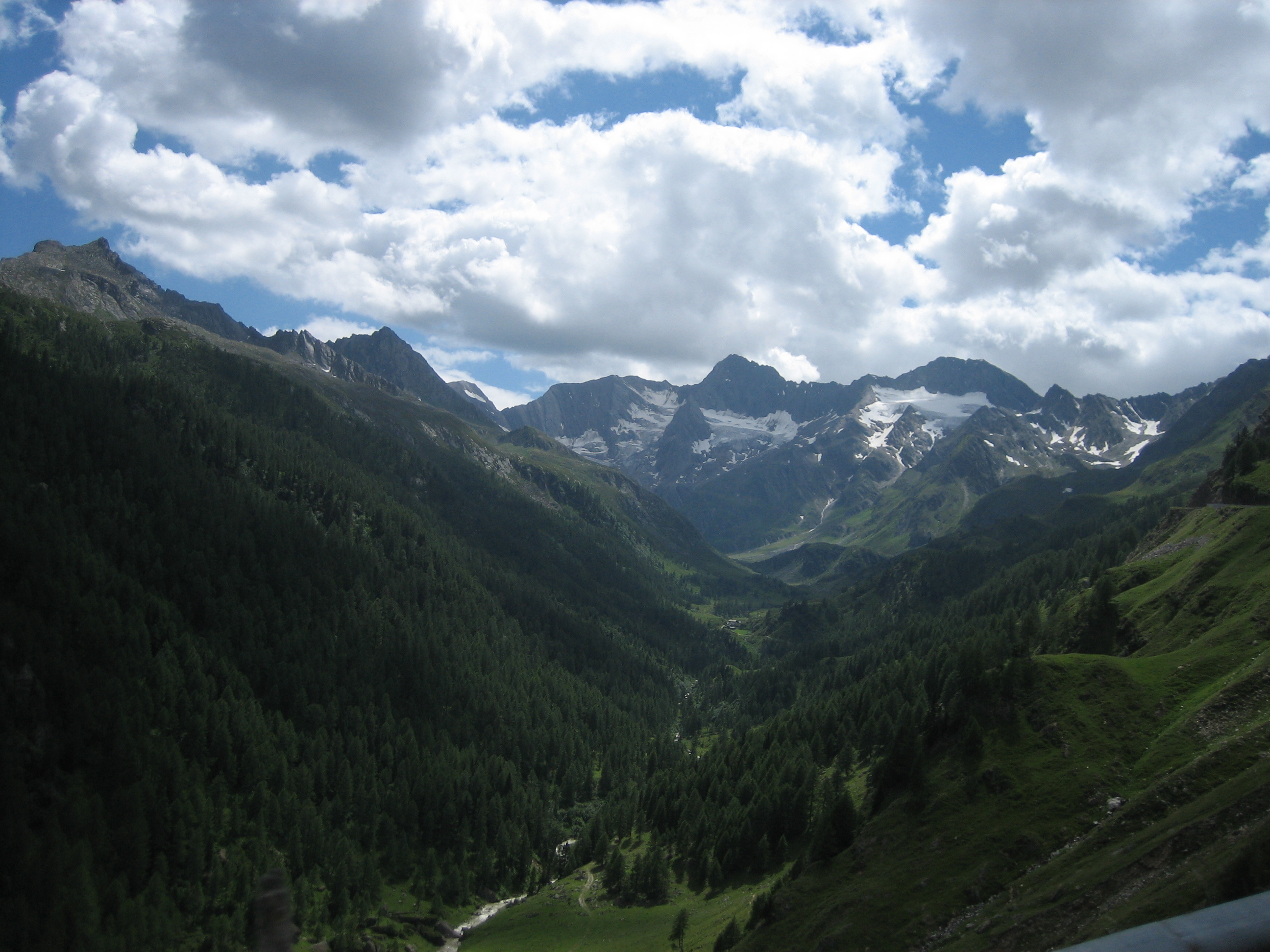
Vanuit Italië (zuiden)
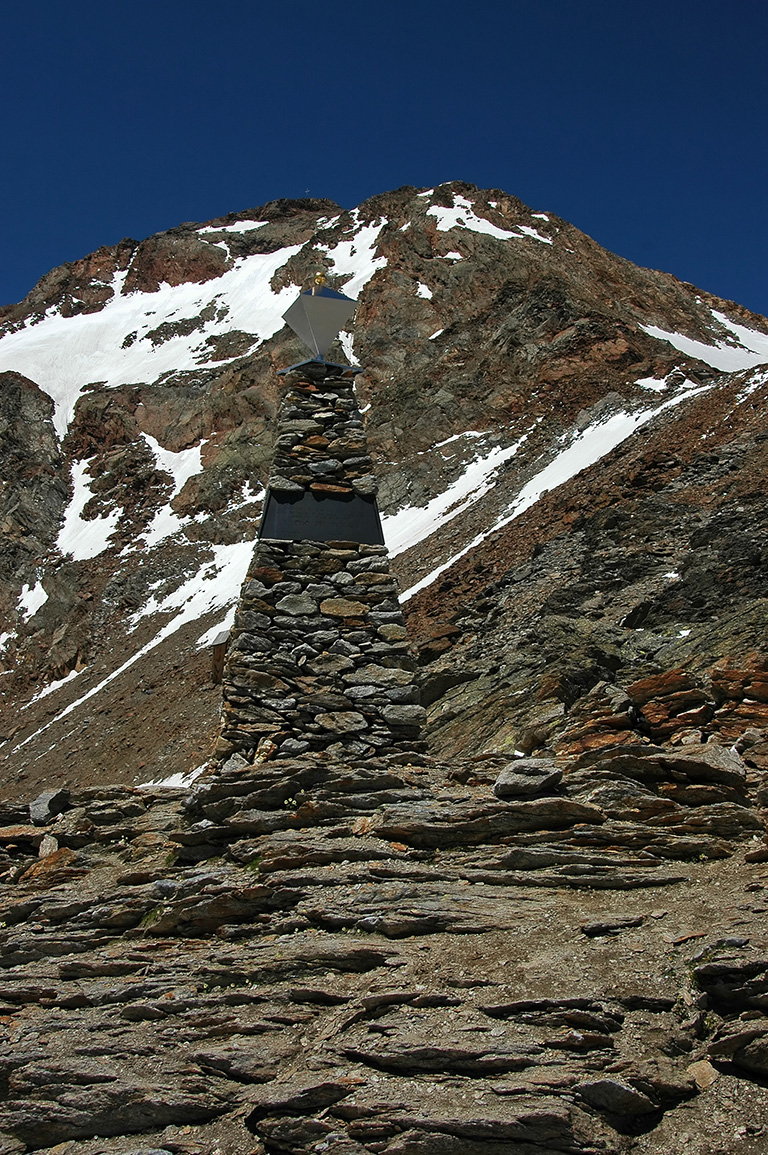
De Ötzi gedenksteen op de Tiesenjoch, dicht bij de Similaun in de Ötztaler Alpen, de plaats waar Ötzi werd gevonden
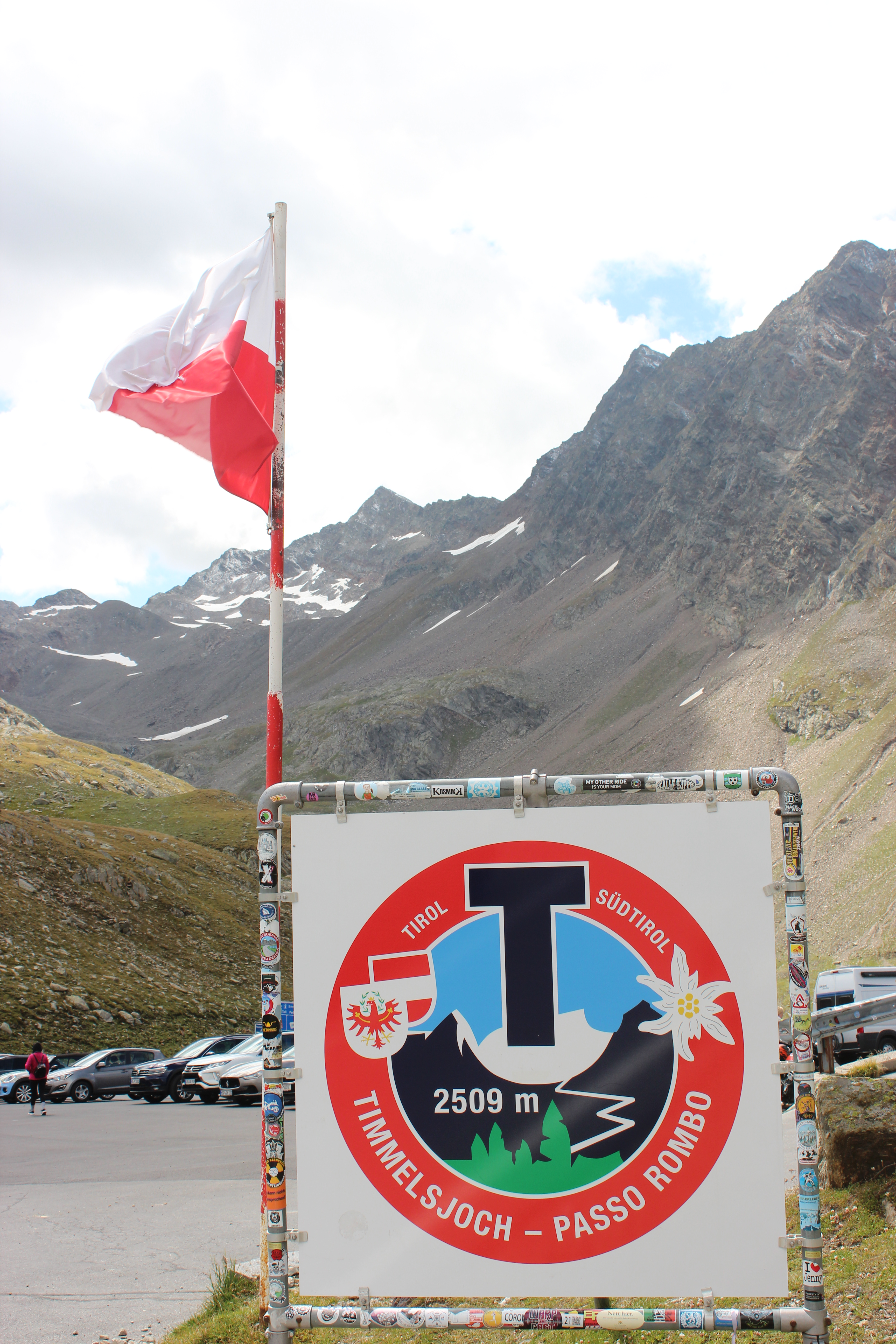
Het hoogste punt van de Timmelsjochpas op 2509 meter.